# Cmentarz w Szawlach
Cmentarz w Szawlach lub Cmentarz Szawelski (lit. Šiaulių kapinės lub Talšos kapinės) - zabytkowy cmentarz rzymskokatolicki położony w centrum miasta przy ul. Jeziornej (Ežero gatvė) w dzielnicy Kalniukas koło jeziora Talkša.
Nekropolia obejmuje obszar 4,6 ha